# Richard Manwaring
Richard Manwaring (* 20. Jahrhundert im Vereinigten Königreich) ist ein britischer Toningenieur und Musikproduzent, der durch die Produktion von einigen klassischen Musikalben von Gruppen wie The Human League, OMD, Fischer-Z oder Runrig international bekannt wurde.

## Leben und Karriere
Richard Manwaring begann seine Laufbahn in den frühen 1970er Jahren zuerst als Tonbandbetreiber bei Wessex und den IBC Studios, später war er als Ton-Assistent bei IBC tätig, wo er sein Handwerk von den leitenden Ingenieuren Damon Lyon-Shaw, Mike Claydon und Andy Knight lernte. Dabei reichte die musikalische Bandbreite von großen Sessions mit Blechbläsern, Streichern und Rhythmusgruppen bis hin zu bandbasierten Aufnahmen wie Status Quo, später arbeitete er als unabhängiger Toningenieur durch die Arbeit am Mischpult für diverse internationale Musikgruppen und Solokünstler. So betreute er in seiner langen Laufbahn solch namhafte Bands und Künstler wie die Bee Gees, Eric Clapton, Mike Oldfield, The Human League, OMD oder Van Morrison. 
Seit den späten 1970er Jahren trat Richard Manwaring gelegentlich auch als Musikproduzent in Erscheinung. So produzierte er unter anderem für die Musikgruppe Budgie 1978 deren Album Impeckable, sowie 1980 das Album Travelogue der britischen New-Wave-Band The Human League. 1981 betreute er die beiden erfolgreichen Alben Architecture & Morality der Gruppe Orchestral Manoeuvres in the Dark, darunter den Nummer 1 Song Maid of Orleans (The Waltz Joan of Arc), sowie das Album Red Skies Over Paradise der britischen Rockgruppe Fischer-Z um den Sänger, Gitarristen und Dichter John Watts. 1989 folgte mit dem Albums Searchlight der schottischen Folk-Rock-Band Runrig eine weitere Produktion von Manwaring.
Seit Mitte der 1990er Jahre arbeitet Manwaring als freiberuflicher Tontechniker auch mit verschiedenen Institutionen zusammen. Seit Februar 2013 ist er Mitinhaber und Synchronmischer von The Postroom. The Postroom wurde zusammen mit Mark Whitfield gegründet und bietet umfassende Möglichkeiten zur Audiosynchronisierung, einschließlich Voice-to-Picture- und 5.1-Mischung.

## Diskografie

### Als Produzent
- 1978: Budgie (Impeckable)
- 1980: The Human League (Travelogue)
- 1981: Orchestral Manoeuvres in the Dark (Architecture & Morality)
- 1981: Fischer-Z (Red Skies Over Paradise)
- 1989: Runrig (Searchlight)